# Luigi d’Aragona
Luigi d’Aragona (ur. 7 września 1474 w Neapolu, zm. 21 stycznia 1519 w Rzymie) – włoski kardynał.

## Życiorys
Urodził się 7 września 1474 roku w Neapolu, jako syn Arriga d’Aragona i Polisseny de Centellas. W młodości został protonotariuszem apostolskim. W maju 1494 roku został kreowany kardynałem in pectore. Jego nominacja na kardynała diakona została ogłoszona na konsystorzu 19 lutego 1496 roku i nadano mu diakonię Santa Maria in Cosmedin. Pełnił funkcję administratora apostolskiego Lecce (1498–1502), Policastro (1501–1504), Aversy (1501–1515), Capaccio (1503–1514), Cava de’ Tirreni (1511–1514), Kadyksu (1511–1519), Leónu (1511–1516), Alessano (1517–1518) i Nardò (1517–1519). W latach 1513–1518 był legatem a latere w Marchii Ankońskiej i nigdy nie przyjął sakry biskupiej. Zmarł 21 stycznia 1519 roku w Rzymie.